# Brachystegia russelliae
Brachystegia russelliae (I.M.Johnst.) è una pianta della famiglia delle Fabacee (sottofamiglia Detarioideae), nativa dell'Africa.

## Distribuzione e habitat
Questa specie è segnalata in Zaire, Zambia e Angola.